# Быстров, Павел Дмитриевич
Павел Дмитриевич Быстров (1920—1944) — гвардии майор Рабоче-крестьянской Красной Армии, участник Великой Отечественной войны, Герой Советского Союза (1945).

## Биография
Павел Быстров родился в 1920 году в деревне Климотино (ныне — Бежецкий район Тверской области) в крестьянской семье. Окончил среднюю школу. В 1939 году он был призван на службу в Рабоче-крестьянскую Красную Армию. В 1940 году Быстров окончил Орловское бронетанковое училище. С августа 1941 года — на фронтах Великой Отечественной войны, четырежды был ранен. В 1943 году Быстров вступил в ВКП(б). К августу 1944 года гвардии майор Павел Быстров временно исполнял обязанности командира 252-го танкового полка 2-й механизированной бригады 5-го механизированного корпуса 6-й танковой армии 2-го Украинского фронта. Отличился во время Ясско-Кишинёвской операции.
Полк Быстрова находился в авангарде наступающих советских частей. Танкисты его полка первыми заняли господствующую высоту 146,0. Полк успешно освободил деревню Кукутеки, а у следующего населённого пункта, Граждурь, когда немецкие войска оказали ожесточённое сопротивление, Быстров принял решение обойти Граждурь и выдвинуться на подступы к городу Васлуй. Не дожидаясь подхода основных сил полка, танк Быстрова и ещё три танка прошли по глубоким оврагам в немецкие тылы и оказались у самого города. Несмотря на явное превосходство противника в силах, Быстров принял решение атаковать, не дожидаясь остальных танков. 22 августа 1944 года танки ворвались в Васлуй. Деморализованный неожиданной атакой гарнизон города не сумел оказать активного сопротивления. Когда в Васлуй вошли остальные танки полка, город был взят. Благодаря атаке Быстрова немецкие подразделения были вынуждены оставить оборонительные рубежи в Граждури и отступить. Всего же за 5 дней наступления полк Быстрова прошёл около 200 километров, освободил около 80 населённых пунктов, уничтожил 12 танков и самоходных орудий, 21 артиллерийское орудие, 192 повозки, взял в плен более 1000 вражеских солдат и офицеров. 25 августа 1944 года у деревни Дупешти в 16 километрах к юго-востоку от города Бырлад майор Быстров погиб в бою. Похоронен на городском кладбище Васлуя.

## Награды
Указом Президиума Верховного Совета СССР от 24 марта 1945 года за «образцовое выполнение боевых заданий командования при освобождении Румынии и проявленные при этом мужество и героизм» гвардии майор Павел Быстров посмертно был удостоен высокого звание Героя Советского Союза. Также был награждён орденами Ленина, Отечественной войны 1-й степени, Красной Звезды.